# Codi ATC C01
El  codi ATC C01, descrit com Teràpia cardíaca, és una subgrup terapèutic de l'Anatomical, Therapeutic, Chemical Classification System (ATC). La classificació ATC és un sistema de codis alfanumèric desenvolupat per l'Organització Mundial de la Salut (OMS) per als fàrmacs i altres productes sanitaris. El subgrup C01 és part del grup anatòmic C Sistema cardiovascular.

Els codis per a ús veterinari (codis ATCvet) poden han estat creats afegint la lletra Q davant dels codis ATC humans: QC01... 
Les adaptacions estatals de la classificació ATC poden incloure codis addicionals no presents en aquesta llista, que segueix la versió de l'OMS.

## C01AGlucòsids cardíacs
C01A A Glucòsids digitàlics
C01A B Glucòsids de l'escil·la
C01A C Glucòsids de l'estrofant
C01A X Altres glucòsids cardíacs

## C01BAntiarrítmicsde classe I i III
C01B A Antiarrítmics de classe IA
C01B B Antiarrítmics de classe IB
C01B C Antiarrítmics de classe IC
C01B D Antiarrítmics de classe III
C01B G Altres antiarrítmics de classe I

## C01C Estimulants cardíacs excl. glucòsids cardíacs
C01C A Agents adrenèrgics i dopaminèrgics
C01C I Inhibidors de la fosfodiesterasa
C01C X Altres estimulants cardíacs

## C01DVasodilatadorsusats en malalties cardíaques
C01D A Nitrats orgànics
C01D B Vasodilatadors de tipus quinolona
C01D X Altres vasodilatadors usats en malalties cardíaques

## C01E Altres preparats per alcor
C01E A Prostaglandines
C01E B Altres preparats per al cor
C01E X Combinacions d'altres productes per al cor